# Эфиопская футбольная федерация
Эфиопская футбольная федерация — главная футбольная организация ЭФиопии. Штаб-квартира организации находится в Аддис-Абебе.

## История
В 1943 году была основана Эфиопская футбольная федерация. В 1952 году организация была принята в ФИФА.В 1957 году ЭФФ стал одной из основательниц КАФ вместе с футбольными ассоциациями Египта , Судана , ЮАС.В 1983 году Эфиопия вступила в КЕСАФА.

## Полномочия
Федерация управляет сборными командами страны: Эфиопия , Эфиопия , сборной до 23 лет, мужскими и женскими молодёжными сборными до 20 и до 17 лет. В 1997 году при участии федерации была учреждена на базе первого дивизиона (существовал с 1944 года) Премьер-лига Эфиопии. С 1945 года проводятся розыгрыши кубка, с 1985 года — суперкубка Эфиопии.